# Apanteles bruchi
Apanteles bruchi är en stekelart som beskrevs av Blanchard 1941. Apanteles bruchi ingår i släktet Apanteles och familjen bracksteklar. Inga underarter finns listade i Catalogue of Life.